# Сатон Колдфилд
Сатон Колдфилд (енгл. Sutton Coldfield) је град у Уједињеном Краљевству у Енглеској. Налази се 13 километара североисточно од Бирмингема. Према процени из 2007. у граду је живело 107.537 становника. Град има 12 регија. Неколико пута је био домаћин Рајдер купа, престижног голф такмичења.

## Географија

### Клима
| Клима (Сатон Колдфилд) | Клима (Сатон Колдфилд) | Клима (Сатон Колдфилд) | Клима (Сатон Колдфилд) | Клима (Сатон Колдфилд) | Клима (Сатон Колдфилд) | Клима (Сатон Колдфилд) | Клима (Сатон Колдфилд) | Клима (Сатон Колдфилд) | Клима (Сатон Колдфилд) | Клима (Сатон Колдфилд) | Клима (Сатон Колдфилд) | Клима (Сатон Колдфилд) | Клима (Сатон Колдфилд) |
| Показатељ \ Месец      | .Јан.                  | .Феб.                  | .Мар.                  | .Апр.                  | .Мај.                  | .Јун.                  | .Јул.                  | .Авг.                  | .Сеп.                  | .Окт.                  | .Нов.                  | .Дец.                  | .Год.                  |
| ---------------------- | ---------------------- | ---------------------- | ---------------------- | ---------------------- | ---------------------- | ---------------------- | ---------------------- | ---------------------- | ---------------------- | ---------------------- | ---------------------- | ---------------------- | ---------------------- |
| [ тражи се извор ]     |                        |                        |                        |                        |                        |                        |                        |                        |                        |                        |                        |                        |                        |

## Становништво
Према процени, у граду је 2008. живело 107.537 становника.
| 1981.   | 1991.   | 2001.   |
| ------- | ------- | ------- |
| 102,572 | 106,001 | 105,452 |

## Познати грађани
- Роб Халфорд, певач Џудас приста
- Рори Делап, фудбалер
- Мајкл Вик, играч америчког фудбала
- Дариус Васел, фудбалер